# DFS Classic 2003
Il DFS Classic 2003  è stato un torneo di tennis giocato sull'erba.
È stata la 22ª edizione del DFS Classic, che fa parte della categoria Tier III nell'ambito del WTA Tour 2003.
Si è giocato al Edgbaston Priory Club a Birmingham in Inghilterra,
dal 9 al 15 giugno 2003.

## Campionesse

### Singolare
Magdalena Maleeva ha battuto in finale  Shinobu Asagoe con il punteggio di 6–1, 6–4

### Doppio
Els Callens /  Meilen Tu hanno battuto in finale  Alicia Molik /  Martina Navrátilová con il punteggio di 7–5, 6–4